# Припускание
Припуска́ние — варка продуктов в небольшом количестве жидкости или в собственном соку под плотно закрытой крышкой. Термин «припускать» ввели профессиональные повара; в русской кухне блюда, приготовленные припусканием, назывались паровыми или духовыми.
Припускание в собственном соку применяют для тех продуктов, которые при нагревании хорошо выделяют влагу (тыква, кабачки, помидоры). Воду или бульон добавляют при приготовлении капусты, моркови, репы, свежей рыбы, кусочков мяса, филе птицы, котлет.